# وادي سعيدآباد
وادي سعيدآباد هو وادي يبعد مسافة كيلومترين عن طريق طهران-تبريز بإيران. يمر في الوادي نهر سيد آواجاي ويضم الوادي العديد من المزارع وبساتين الفاكهة.